# Vojislav Koštunica
Vojislav Koštunica, cyr. Војислав Коштуница, wym. [v̞ɔ̝̌.ji̞.slav kɔ̝ʃ.tǔ̞.ni.ʦa] (ur. 24 marca 1944 w Belgradzie) – serbski prawnik i polityk, ostatni prezydent Jugosławii od 7 października 2000 do 7 marca 2003, premier Serbii od 3 marca 2004 do 7 lipca 2008. Założyciel Demokratycznej Partii Serbii (DSS) i jej wieloletni przewodniczący (1992–2014).

## Życiorys
W 1966 ukończył studia na Wydziale Prawa Uniwersytetu w Belgradzie. Na tej samej uczelni uzyskał w 1970 magisterium, a 1974 stopień doktora. W latach 1970–1974 pracował jako asystent na macierzystym uniwersytecie, odszedł z przyczyn politycznych. Pracował następnie w instytutach naukowych, zajmując się w szczególności tematyką z zakresu praw człowieka.
W okresie przemian politycznych był jednym z założycieli Partii Demokratycznej. Reprezentował w jej ramach skrzydło nacjonalistyczne, odszedł z tego ugrupowania w 1992, zakładając i stając na czele Demokratycznej Partii Serbii. Od 1990 do 1997, kiedy to większość opozycji zbojkotowała wybory, zasiadał w Zgromadzeniu Narodowym.
W 2000 wprowadził DSS do Demokratycznej Opozycji Serbii. Z ramienia DOS zwyciężył w wyborach na urząd prezydenta federalnego Jugosławii, pokonując Slobodana Miloševicia. Kontrolowana przez władze komisja wyborcza odmówiła uznania tych wyników. Wywołało to masowe wielotysięczne protesty w całym kraju, w trakcie których 5 października 2000 doszło do zajęcia instytucji rządowych. Ostatecznie 7 października tegoż roku Vojislav Koštunica objął urząd prezydenta Jugosławii. We wrześniu i grudniu 2002 dwukrotnie uczestniczył w wyborach na prezydenta Serbii, każdorazowo zdobywał największą liczbę głosów, oba te głosowania okazały się jednak nieważne z uwagi na zbyt niską frekwencję.
Po wyborach parlamentarnych w 2003 objął w marcu 2004 urząd premiera, utrzymał go również po wyborze w 2007 nowego parlamentu w ramach koalicji z Partią Demokratyczną i G17 Plus. W marcu 2008 podał się do dymisji, argumentując ją różnicami poglądów w koalicji rządowej, m.in. na temat współpracy z Unią Europejską po ogłoszeniu niepodległości Kosowa. Kryzys rządowy doprowadził do rozwiązania parlamentu i rozpisania przedterminowych wyborów. W lipcu 2008 Vojislav Koštunica zakończył urzędowanie na stanowisku premiera, a jego ugrupowanie przeszło do opozycji, w której pozostało również po wyborach w 2012. W tym samym roku bez powodzenia ubiegał się o prezydenturę Serbii, otrzymując niespełna 7,5% głosów. W 2014 kierowana przez niego nieprzerwanie DSS znalazła się poza parlamentem, w związku z czym zrezygnował z funkcji przewodniczącego (zastąpił go Aleksandar Popović).